# Smialitxi
Smialitxi (en rus: Смяличи) és un poble del krai de Primórie, a l'Extrem Orient de Rússia, que en el cens del 2010 tenia 23 habitants.